# Titus Rivas
Titus Rivas (Nijmegen, 20 juni 1964) is een Nederlands theoretisch psycholoog (RUU, 1996) en systematisch filosoof (UvA, 1994). Hij was betrokken bij de oprichting van de Stichting Athanasia in 1996, en is daar penningmeester. Hij is werkzaam als zelfstandig onderzoeker, auteur en docent.
Rivas publiceert met name over parapsychologie, ethisch veganisme, de filosofie van de geest, dierpsychologie, psychopathologie, en sociale kwesties.
Hij is columnist voor ParaVisie, en levert als auteur of recensent regelmatig bijdragen aan onder meer Paraview, het Tijdschrift voor Parapsychologie, Terugkeer, Prana, Vega!, Animal Freedom, Zinweb, Tegenwicht, Txtxs en Engelstalige tijdschriften.